# Bulbophyllum maudeae
Bulbophyllum maudeae là một loài phong lan thuộc chi Bulbophyllum.